# Britta Bühren
Britta Bühren (27 de diciembre de 1978) es una deportista alemana que compitió en tiro con arco, en la modalidad de arco recurvo.
Ganó una medalla de bronce en el Campeonato Mundial de Tiro con Arco al Aire Libre de 1999 y dos medallas en el Campeonato Europeo de Tiro con Arco en Sala, en los años 1998 y 2000.

## Palmarés internacional
| Campeonato Mundial al Aire Libre | Campeonato Mundial al Aire Libre | Campeonato Mundial al Aire Libre | Campeonato Mundial al Aire Libre |
| Año                              | Lugar                            | Medalla                          | Prueba                           |
| -------------------------------- | -------------------------------- | -------------------------------- | -------------------------------- |
| 1999                             | Riom (Francia)                   | Medalla de bronce                | Equipo                           |
| Campeonato Europeo al Aire Libre |                                  |                                  |                                  |
| Año                              | Lugar                            | Medalla                          | Prueba                           |
| 1998                             | Boé/Agen (Francia)               | Medalla de oro                   | Equipo                           |
| 2000                             | Antalya (Turquía)                | Medalla de plata                 | Equipo                           |